# Teodora Cantacuzena (esposa d'Orhan)
Teodora Cantacuzena, en grec medieval Θεοδώρα Καντακουζηνή, va néixer cap al 1332 i va morir després del 1381. Era una princesa romana d'Orient, filla de l'emperador romà d'Orient Joan VI Cantacuzè. Va ser la cinquena esposa del sultà otomà Orhan.

## Biografia
Teodora va ser una de les tres filles de l'emperador Joan VI Cantacuzè i de la seva esposa Irene Assèn. L'historiador Nicèfor Gregoràs l'anomena erròniament Maria en un passatge.
El mes de gener de l'any 1346, per consolidar l'aliança del seu pare amb l'Imperi Otomà i evitar que els otomans ajudessin l'emperadriu regent Joana de Savoia durant la lluita pel poder que s'havia produït, Joan Cantacuzè la va casar amb el sobirà otomà, Orhan. El matrimoni es va celebrar durant l'estiu d'aquest mateix any. Els seus pares i germans la van acompanyar a Selímbria, on representants d'Orhan, entre els quals hi havia alguns oficials de la cort i un regiment de cavalleria, van arribar amb una flota de 30 vaixells. Es va organitzar una cerimònia a Selímbria, on els emissaris d'Orhan la van rebre i la van escortar fins a les terres otomanes de Bitínia, a l'altra banda del Mar de Màrmara, on va tenir lloc pròpiament el matrimoni.
Teodora va conservar la religió cristiana després del seu matrimoni i va recolzar activament els cristians que vivien sota el domini otomà. El 1347 va donar a llum al seu fill, Şehzade Halil, que va ser capturat, quan només era un nen, per pirates genovesos que van demanar un fort rescat. L'emperador romà d'Orient Joan V Paleòleg va tenir un paper important en el seu alliberament. Més tard, Șehzade Halil es va casar amb Irene Paleòloga, una filla de Joan V Paleòleg i de la germana de Teodora, Helena Cantacuzena. També va tenir una filla anomenada Hatice Hatun. Es va casar amb Süleyman Bey, fill de Saru Batu Savcı Bey i cosí d'Orhan. Van tenir dos fills, Hamza Bey (que va tenir un fill, Mehmed Bey) i Mustafa Bey (que va tenir un fill, Osman Bey), i dues filles, Ilaldi Hatun i Fatma Hatun.
A excepció d'una estada de tres dies a Constantinoble el febrer de 1347, després de les victòries del seu pare i el restabliment de la pau, Teodora va viure a la cort otomana fins a la mort d'Orhan el 1362. Després d'això, sembla que va tornar a Constantinoble, on va viure amb la seva germana, l'emperadriu Helena Cantacuzena, al palau imperial. Se la menciona per última vegada quan es diu que va ser empresonada a Galata durant el regnat d'Andrònic IV Paleòleg (1379-1381).